# المركاع بن عيطان (المغربة)

تعديل مصدري - تعديل

المركاع بن عيطان هي إحدى قرى عزلة بني جديلة بمديرية المغربة التابعة لمحافظة حجة، بلغ تعداد سكانها 1095 نسمة حسب تعداد اليمن لعام 2004.